# Gaswerk Neustadt (Dosse)
Das Gaswerk Neustadt (Dosse) ist eine ehemalige Gasproduktionsstätte und heute Technisches Denkmal in der brandenburgischen Stadt Neustadt.
Im 1904 errichteten Werk wurde Gas aus Steinkohle erzeugt, welches damals unter anderem für die Straßenbeleuchtung und zum Heizen verwendet wurde. Das im Zweiten Weltkrieg nur gering beschädigte Werk nahm 1947 den Betrieb wieder auf und wurde zu DDR-Zeiten noch ausgebaut. Die vier vorhandenen Retortenöfen wurden 1960–62 um zwei weitere ergänzt, der Gasbehälter auf 550 m³ erweitert. 1977 installierte man ein automatisches Kalorimeter zur Heizwertbestimmung. Mit dem Anschluss einer neu errichteten Gasdruckreglerstation an das Ferngasnetz der DDR wurde das Gaswerk 1980 entbehrlich und außer Betrieb gesetzt.
Das Werk ist seit 1977 ein anerkanntes Technisches Denkmal, zu dessen Erhaltung sich ein Förderverein gegründet hat. Neben einem ähnlichen Exemplar in Griechenland gehört das Industriedenkmal zu den einzigen vollständig erhaltenen Gaswerken dieser Bauart in Europa. Das heute in den Gebäuden befindliche und im September 2000 eröffnete Museum zeigt Anlagen, die technische Prozesse rund um Herstellung, Verteilung und Nutzung des Gases verdeutlichen. Zu besichtigen sind Öfen mit sechs waagerechten Retorten, Teerabscheider, Schwefelreiniger, Teleskop-Gasbehälter sowie diverse Ausstellungsstücke, wie Gaszähler und Schutzanlagen bis hin zu gasbetriebenen Gebrauchsgeräten, wie Kochherde, Kühlschränke und einer beheizbaren Badewanne.